# Örebro universitet
Örebro universitet (ORU) är ett svenskt statligt universitet i Örebro i Örebro län. Högre studier började ges i Örebro under 1960-talet, då Kungliga Tekniska högskolan samt Uppsala universitet hade campus respektive filial i Örebro. Ett eget lärosäte i Örebro grundades 1977 och var en högskola fram tills man erhöll status som universitet 1999. 
Universitetet har ca 17 000 studenter och 1 600 anställda och består av tre fakulteter samt åtta institutioner. Utbildningar ges inom intresseområdena: beteendevetenskap, data och IT, ekonomi och statistik, idrott, juridik, kommunikation, film och retorik, lärarutbildning, miljö- och naturvetenskap, medicin och vård, musik och teater, restaurang och gastronomi, samhällsvetenskap, teknik och matematik.
Nuvarande rektor är Åke Ingerman, tidigare dekanus för Utbildningsvetenskapliga fakulteten vid Göteborgs universitet. Styrelseordförande är Lars Haikola.
Till universitetet hör även en musikhögskola samt en restaurang- och hotellhögskola. Universitetets juristprogram var Sveriges 13:e mest sökta utbildning 2024, läkarprogrammet var på plats 14.
Universitetet rankas som ett av de 501-600 främsta lärosätena i världen i Times Higher Educations ranking av världens bästa universitet 2025. I Times Higher Educations rankning 2024 av unga lärosäten (under 50 år) i världen finns Örebro universitet på plats 135 av totalt över 600 lärosäten.

## Historia

### Högskolan i Örebro
År 1977 bildades dåvarande Högskolan i Örebro genom en sammanslagning av flera lärosäten: Socialhögskolan och den tidigare till Uppsala universitet knutna universitetsfilialen (båda tillkomna 1967), vidare Gymnastik- och Idrottshögskolan, grundad 1966 samt det sedan gammalt i Örebro etablerade förskollärarseminariet. År 1978 integrerades även Örebro Musikpedagogiska institut. Vid denna tid var Högskolan i Örebro landets största högskola som inte hade universitetsstatus. Under 1980-talet utvecklades de tekniska ämnena och under 1990-talet tillkom Campus Grythyttan med undervisning och forskning inom ämnet måltidskunskap och värdskap. År 1995 inkorporerades den landstingskommunala vårdhögskolan i verksamheten.

### Ombildningen till universitet och vidare utveckling
Högskolan i Örebro ombildades till universitet 1999 genom ett regeringsbeslut. I den egenskapen invigdes det den 6 februari 1999 av dåvarande statsminister Göran Persson. Vid samma tillfälle ombildades även högskolorna i Karlstad och Växjö till universitet. Högskoleverket hade i sitt underlag till besluten rekommenderat att högskolorna i Växjö och Örebro inte skulle ges universitetsstatus men regeringen valde att gå emot verkets rekommendation, ett beslut som då blev starkt kritiserat. Efter den fortsatta diskussionen om bedömargruppers roll och efter tillkomsten av Mittuniversitetet 2005 har dock denna debatt avstannat, bland annat också med hänsyn till universitetsbegreppets mycket vida tillämpning i ett internationellt perspektiv, till exempel i USA och Storbritannien.
2010 beviljades Örebro universitet examinationsrätt för läkare och 2014 invigdes ett nytt medicinarcampus, Campus USÖ, i anslutning till Universitetssjukhuset.
2015 beviljades Örebro universitet examinationsrätt för civilingenjörer.
Örebro universitets vision är: Ett framstående universitet för en kunskapsbaserad samhällsutveckling
Universitetets verksamhetsidé: 
- bedriver internationellt konkurrenskraftig forskning och erbjuder professionsinriktade utbildningar som tillhör landets bästa.
- kombinerar på bildningens grund ämnesmässig bredd med spets inom både utbildning och forskning.
- är en efterfrågad och engagerad samhällsaktör som tillsammans med andra driver på arbetet mot de globala målen för hållbar utveckling.[11]

## Organisation

### Universitetsstyrelsen
Universitetsstyrelsen är universitetets högst beslutande organ. Styrelsen består av rektor, tre lärare och tre studenter samt åtta ledamöter som är utsedda av regeringen. Enligt högskolelagen skall universitetsstyrelsen ha "inseende över högskolans alla angelägenheter och svarar för att dess uppgifter fullgörs". Fackliga representanter som företräder de anställda har närvaro- och yttranderätt vid styrelsens sammanträden.

### Universitetsledningen

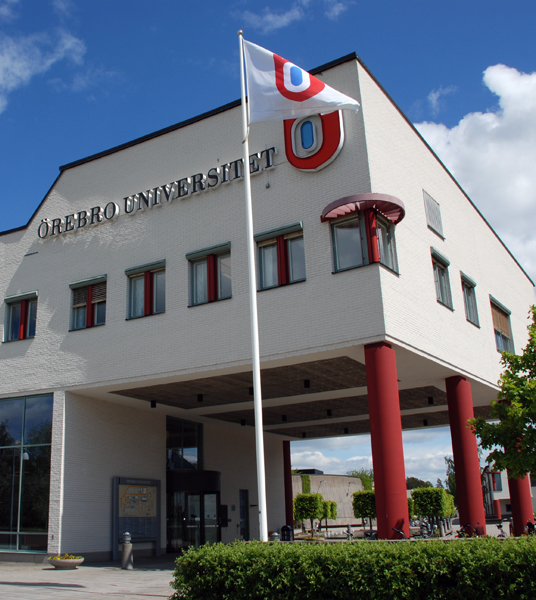
Entréhuset, där ledningsstab, kommunikation och samverkansstöd, fakultetskansli, rättskansli och Grants Office finns.

Under universitetsstyrelsen finns universitetsledningen som består av rektor, prorektor och universitetsdirektören. Universitetsledningens uppdrag är att operativt genomföra de beslut som universitetsstyrelsen har fattat. Universitetet har även två vicerektorer. 

### Fakulteter
Verksamheten vid universitetet är indelad i tre fakulteter. Fakulteten leds av en dekan tillsammans med en fakultetsnämnd. Fakultetsnämnderna utses för en period om tre år. Till varje fakultet hör ett antal institutioner.
- Fakulteten för ekonomi-, natur- och teknikvetenskap (ENT). Ansvarar för utbildning och forskning inom Handelshögskolan, Institutionen för naturvetenskap och teknik och Restaurang- och hotellhögskolan.
- Fakulteten för humaniora och socialvetenskap (HS). Ansvarar för utbildning och forskning inom Institutionen för humaniora, utbildnings- och samhällsvetenskap, Institutionen för beteende-, social- och rättsvetenskap och Musikhögskolan.
- Fakulteten för medicin och hälsa (MH). Ansvarar för utbildning och forskning inom Institutionen för hälsovetenskaper och Institutionen för medicinska vetenskaper.

### Institutioner
Grundutbildning, avancerad utbildning, forskarutbildning och det mesta av forskningen vid Örebro universitet är organiserad i åtta institutioner. Institutionernas ledningar styr tillsammans med fakulteter och rektor verksamheten vid universitetet.
- Handelshögskolan
- Humaniora, utbildnings- och samhällsvetenskap
- Hälsovetenskaper
- Beteende-, social- och rättsvetenskap
- Medicinska vetenskaper
- Musikhögskolan
- Naturvetenskap och teknik
- Restaurang- och hotellhögskolan

## Campus

### Campus Örebro
Universitetet, vars huvudcampus är beläget i stadsdelen Almby i sydöstra Örebro, cirka fyra kilometer från stadens centrum, består av ett flertal byggnader: Entréhuset, Långhuset, Teknikhuset, Novahuset, Forumhuset, Gymnastikhuset, Prismahuset och Musikhögskolan. Under 2008 invigdes Bilbergska huset som inrymmer de naturvetenskapliga ämnena och deras grundutbildnings- och forskningslaboratorier. Utöver dessa byggnader finns även Universitetsbiblioteket samt Kårhuset dit studentkårens verksamhet är förlagd. Under 2020 utökades campus med de två testbyggnaderna Hubben och Labbet, där ORU Innovation Arena – universitetets nya satsning på innovation, entreprenörskap och samverkan – ska växa fram. Östra Marks herrgård, som ligger i utkanten av campus, fungerar som konferenslokal. I närheten av campus ligger Enbuskabacken, ett av Närkes största forntida gravfält.
Universitetet har även campus vid Universitetssjukhuset i Örebro, och i Grythyttan.

### Campus Grythyttan
Restaurang- och hotellhögskolan (RHS) finns sedan 1993 i Campus Grythyttan i Måltidens hus i Norden, Kärnhuset, samt Hälsans hus. Krögaren Carl Jan Granqvist var en av de som ansvarade för att bygga upp detta campus. På campuset inryms förutom föreläsningssalar och administration även gastronomisk teater, ett måltidsbibliotek, ett livsmedelsbiologiskt laboratorium och en ateljé för måltidskonst. Ämnesområdet som studeras vid institutionen är måltidskunskap och värdskap och ges i form av två kandidatprogram med inriktningar inom hotell, restaurang, måltid och dryck. De två programmen är Kulinarisk kock och måltidskreatör samt Sommelier och måltidskreatör. De två programmen har sin utbildning på Campus Grythyttan. 
Forskning bedrivs inom ämnet måltidskunskap. Måltidskunskap är ett tvärvetenskaplig ämne där måltiden och måltidsupplevelsen studeras ur samhälleliga, kulturella och naturvetenskapliga som praktiskt/estetiska perspektiv. Inom ämnet bedrivs forskning med inriktning mot Culinary Arts (kreativt hantverk, konstnärlighet, sociala och kulturella perspektiv på måltiden), integrerat med Sensory Science (upplevelser av komplexa måltidssituationer) och Hospitality Management (ledarskap, värdskap).
Campuset ligger i Hällefors kommun i Bergslagen, 7 mil från Örebro.

### Campus USÖ
Campus USÖ ligger i anslutning till Universitetssjukhuset Örebro. Här sker den största delen av undervisningen av universitetets läkarstudenter. Här finns också universitetets medicinska bibliotek samt en av universitetets biomedicinska forskningsavdelningar. Region Örebro läns kliniska forskningscentrum (KFC) är också placerat här. Campus USÖ invigdes 2014.

## Utbildningar

### Utbildningsprogram på grundnivå och avancerad nivå
Örebro universitet har utbildning och forskning inom psykologi, humaniora, juridik, samhällsvetenskap, naturvetenskap, teknik, vård, medicin, undervisning, musik och idrott. Universitetet erbjuder 80 utbildningsprogram och 1 080 fristående kurser. Universitetet har nationella och internationella samarbeten och samverkar med näringsliv, landsting, kommuner och organisationer i regionen.
Universitetets två mest sökta utbildningar är jurist och läkare. Andra populära utbildningar är psykolog, civilekonom, ekonom, kriminolog, sjuksköterska, personalvetare, socionom, civilingenjör och lärare. Vid lärosätet erbjuds även utbildningar inom exempelvis medie- och kommunikationsvetenskap, biomedicinsk analytiker, kemi, biologi, matematik, statistik, informatik, samhällsplanering, offentlig förvaltning och ledning samt idrott.
Örebro universitet hör till de svenska universitet som erbjuder flest professionsutbildningar, det vill säga utbildningar som utöver en akademisk examen även ger en viss yrkeslegitimation. Det är högt söktryck på professionsutbildningar både vid Örebro universitet och nationellt. Lärosätet erbjuder professionsutbildningar för att bli jurist, läkare, psykolog, socionom, civilekonom, civilingenjör, sjuksköterska, röntgensjuksköterska, specialistsjuksköterska, biomedicinsk analytiker, arbetsterapeut, audionom, förskollärare, grundskolelärare, gymnasielärare och specialpedagog.
Utöver de olika professionsutbildningarna erbjuder lärosätet flera olika kandidatprogram på grundnivå och magister- och masterprogram på avancerad nivå. Det finns kandidatprogram i filmvetenskap, företagsekonomi, idrott med tränarinriktning, kemi med inriktning forensik, kriminologi, matematik, medie- och kommunikationsvetenskap, musik, nationalekonomi, personalvetenskap, rättsvetenskap med internationell inriktning, samhällsplanering, statistik, statsvetenskap med inriktning offentlig förvaltning, sociologi, systemvetenskap och som sommelier. Örebro universitet erbjuder även fristående kurser i exempelvis historia, litteraturvetenskap, biologi, informatik, teknik, engelska, retorik och pedagogik.
Av landets 50 mest sökta utbildningsprogram till höstterminen 2023 fanns fem vid Örebro universitet.

#### Juristprogrammet
Örebro universitet har gett juristprogrammet, som leder fram till en juristexamen, sedan hösten 2005. Tidigare fanns enbart ett rättsvetenskapligt kandidatprogram, som startade 1992. Båda programmen ges vid Institutionen Institutionen för beteende-, social- och rättsvetenskap. Något som skiljer Örebros juristprogram från juristprogram vid andra lärosäten (programmet ges även i Lund, Uppsala, Stockholm, Göteborg, Umeå och Karlstad) är dess fokus på retorik med retoriklärare som är med i undervisningen.
Sedan starten 2005 har juristprogrammet varit universitetets mest söka utbildningsprogram. Hösten 2024 hade programmet över 3 800 sökande och var därmed det 13:e mest sökta utbildningsprogrammet i Sverige och det 5:e mest sökta juristprogrammet.

#### Läkarprogrammet
Örebro universitet har erbjudit läkarprogrammet, som leder fram till en läkarexamen, sedan våren 2011. Utbildningen sker i samarbete med Universitetssjukhuset i Örebro (USÖ) och undervisningen bedrivs vid Campus USÖ. Hösten 2024 var läkarprogrammet universitetets mest sökta utbildningsprogram. 
Beslutet som gav Örebro rätt att utfärda läkarexamen togs den 30 mars 2010 av Högskoleverket. Vid ett informationsmöte på USÖ samma dag förklarade Tobias Krantz, dåvarande högskole- och forskningsminister, att regeringen beviljar Örebro universitet tillstånd att starta läkarutbildningen.
Den 4 november 2020 tog Universitetskanslersämbetet (UKÄ) beslutet att Örebro universitet får examenstillstånd för en sexårig läkarutbildning från och med nästa höstterminen 2021.

#### Psykologprogrammet
Örebro universitet har erbjudit psykologprogrammet, som leder fram till psykologexamen, sedan hösten 2005. Utbildningen har ett särskilt fokus på förebyggande arbete inom psykologisk verksamhet. Det är något som skiljer psykologprogrammet vid Örebro universitet från psykologprogram vid andra svenska lärosäten.

### Forskarutbildning
Vid Örebro universitetet anordnas utbildning på forskarnivå i 36 ämnen. 

### Forskarskolor
I vissa fall är utbildningen organiserad som forskarskolor med tematiskt inriktade studier. Forskarskolorna har ofta sin hemvist i starka tvär- eller mångvetenskapliga forskningsmiljöer. Forskarskolorna vid Örebro universitet samarbetar i flera fall med andra lärosäten.

## Forskning

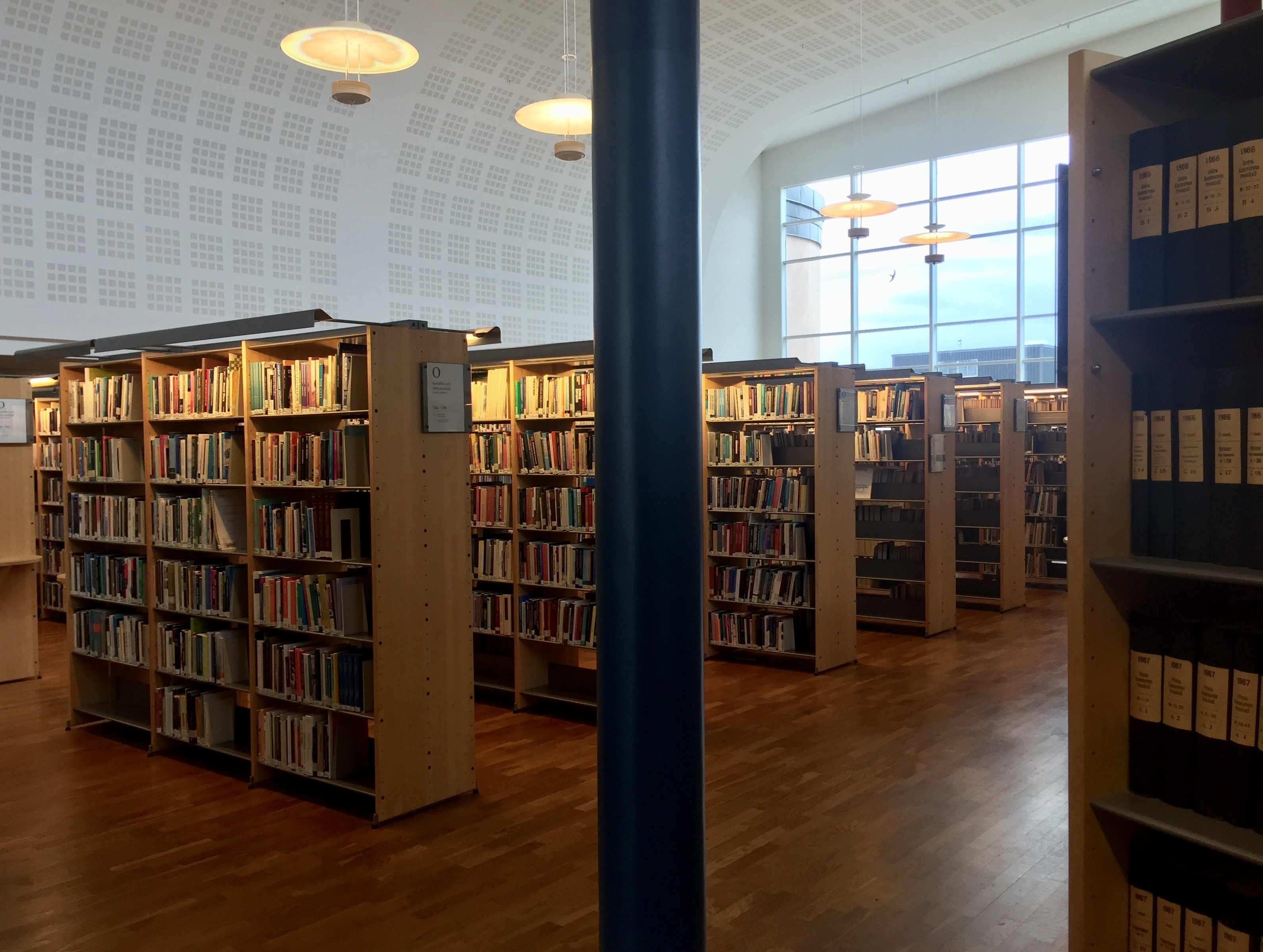
Inuti Örebro universitetsbibliotek, 2017.

### Forskningsämnen
Örebro universitet bedriver forskning inom 36 olika ämnen, fördelade över vetenskapsområdena humaniora och socialvetenskap, medicin och hälsa samt naturvetenskap och teknik. 
Centralt ges skriftserien Acta Universitatis Orebroensis ut av universitetet.

## Studentkåren
Örebro studentkår är äldre än både Örebro universitet och Högskolan i Örebro. Den bildades i oktober 1963 för att ”bättre kunna tillvarataga elevernas intressen”. Eleverna i detta fallet var studenterna på den regionala teknologie- och filosofie magisterutbildningen i Örebro. Under många år hade studentkåren säte i Högströmska gården vid Olaigatan.
Örebro studentkår ger ut tidningen Lösnummer. På den tid Socialhögskolan hade en egen studentkår, vilket var fallet i flera år efter sammanslagningen med den övriga högskolan 1977, hette dess tidning Pettersson.

## Rankning

### Internationella rankningar
I den senaste rankningen från Times Higher Education återfinns Örebro universitet i intervallet 501-600. Ett av kriterierna i rankingen med vikt 30%, är andelen av vetenskapliga artiklar skrivna av universitetets forskare som i stor utsträckning har citerats av andra forskare, och därmed fått internationellt genomslag. I ARWU Rankingen 2024 är Örebro placerat i intervallet 701-800, ned från 601-700 i 2022.  Örebro universitet är inte listat i QS World University Rankings 2024.
Tittar man på forskningskvalitet (som är en av fem kriterier i Times Higher Education ranking) så ligger Örebro på 8:e plats bland svenska universitet i 2024 års mätning.
I mätningen 2024 kom Örebro universitet på plats 135 på listan över världens främsta unga universitet. Här ingår enbart lärosäten som är under 50 år gamla.

### Ämnesspecifika rankingar
I en undersökning utförd av Läkarförbundet 2016 där nyexaminerade läkare intervjuades, rankades Örebros läkarprogram som det främsta i Sverige vad gäller att förbereda läkarstudenterna för yrkeslivet som praktiserande läkare.
I Uranks ranking 2013 (sista året) av svenska universitet inom olika ämnesområden placerade sig Örebros juristprogram på tredjeplats inom ämnet juridik, efter juristprogrammen vid Lunds universitet och Uppsala universitet.

## Partneruniversitet
Örebro universitet har utbytesavtal med 155 lärosäten i 35 länder samt ingår i ett flertal nätverk för utbyten som Norek, Nordplusjuridik och Nordlys. 
Örebro universitet har som ambition att skapa bredare partnerskap med särskilt utvalda lärosäten. Hittills finns ett sådant samarbete med Aston University i Birmingham, Storbritannien, vilket startade år 2016. Örebro Universitet är sedan 2020 också del av det europeiska strategiska universitetsnätverket NEOALiA som består av nio unga lärosäten i nio olika EU-länder. Förutom Örebro Universitet ingår även universiteten i Bielefeld (Tyskland), Tours (Frankrike), Jaén (Spanien), Ostrava (Tjeckien), Nicosia (Cypern), Suceava (Rumänien), Salerno (Italien) och Šiauliai (Litauen) i NEOLAiA. Via NEOLAiA har Örebro universitet även associerade partneruniversitet i Ukraina, Bosnien-Hercegovina, Albanien, Moldavien och Georgien. Sedan maj 2023 leder Örebro universitet arbetet inom NEOLAiA-alliansen. Sedan 2023 är NEOLAiA utsett till ett s.k. "Europauniversitet" av EU-kommissionen. med ett ERASMUS+-stöd från EU-kommissionen på 14,4 miljoner € för den första fyraårsperioden.
Vidare har Örebro universitet ett stort antal andra samarbeten med internationella lärosäten i alla världsdelar, främst inom forskning.

## Rektorer

### Rektorer för utbildningsanstalter före 1977
- Socialhögskolan i Örebro, 1969–1977: Sven-Ola Lindeberg (därefter prorektor vid Högskolan i Örebro), statsvetare
- Gymnastik- och idrottshögskolan, 1966–?: Börje Tolgfors

### Rektorer för Högskolan i Örebro
- 1977–1978: Thore Hammarland, ekonomisk historiker
- 1978–1982: Stefan Björklund, statsvetare
- 1983–1989: Anders Stening (därefter vice universitetskansler), jurist, TV-kommentator vid Christer Pettersson-rättegången
- 1990–1999: Ingemar Lind, matematiker

### Rektorer för Örebro universitet
- 1999–2008: Janerik Gidlund, statsvetare
- 2008–2016: Jens Schollin, pediatriker
- 2016–2025: Johan Schnürer, professor i mikrobiologi
- 2025–: Åke Ingerman, professor i ämnesdidaktik

## Kända alumner
Bland skolans alumner finns en rad kända namn inom olika discipliner.
- Lars Adaktusson, journalist och politiker för Kristdemokraterna.
- Pelle Almqvist, svensk sångare och frontfigur i rockbandet The Hives
- Peter Arnoldsson, svensk opera- och musikalsångare (tenor).
- Siri Barje, kock och kokboksförfattare.
- Berit Behring, företagsledare och vd för Danske Bank i Sverige (2017–).
- Anna Bergendahl, sångerska.
- Jane Björck, programledare SVT.
- Stefan Borsch, sångare i Vikingarna.
- Johan Dennelind, affärsman och vd för Telia (2013–2020).
- Marika Domanski Lyfors, förbundskapten för Sveriges damlandslag i fotboll (1996–2005).
- Sven-Göran Eriksson, fotbollstränare och förbundskapten för Englands herrlandslag i fotboll (2001–2006).
- Matilda Ernkrans, riksdagsledamot för Socialdemokraterna (2006–), minister för högre utbildning och forskning (2019–2022).
- Fredrick Federley, riksdagsledamot (2006–2014) och ledamot av europaparlamentet (2014–2020) för Centerpartiet.
- Lotta Finstorp, svensk socionom och politiker (moderat), riksdagsledamot för Södermanlands läns valkrets 2010–2021.
- Britt Hansson, företagsledare, koncernchef och vd för OK Ekonomisk förening.
- Chris Härenstam, kommentator på SVT.
- Lars Ilshammar, historiker, IT-debattör och biträdande riksbibliotekarie vid Kungliga biblioteket.
- Mats Jansson, företagsledare och vd för SAS (2007–2010).
- Hans Karlsson, Sveriges arbetsmarknadsminister (2002–2006).
- Hilda Kirkhoff, vinnaren av Hela Sverige bakar 2020.
- Ulrika Knape, simhoppare och OS-medaljör 1972 och 1976.
- Ingela Korsell, svensk författare.
- Julia Kronlid, riksdagsledamot för Sverigedemokraterna (2010–) och vice partiledare.
- Sofia Larsen, riksdagsledamot för Centerpartiet (1998–2010) och förbundsordförande för Jusek (2011–2020).
- Jon Mankell, filmproducent.
- Pernilla Månsson Colt, programledare.
- Rickard Olsson, programledare.
- Göran Persson, Sveriges statsminister (1996–2006).
- Elisabeth Svantesson, Sveriges finansminister (2022– ), moderaternas ekonomiskpolitiska talesperson, nationalekonom och sedan 2006 riksdagsledamot för Örebro län.
- Richard Tellström, etnolog, måltidsforskare och historisk researcher inom film och TV.
- Camilla Tilling, svensk operasångare (sopran).
- Sten Tolgfors, Sveriges försvarsminister (2007–2012).

Den mest kända före detta studenten är kanske förre statsministern Göran Persson. När universitetet 2005 beslöt att promovera honom till hedersdoktor i medicin uppstod en omfattande debatt, bland annat med hänsyn till motiveringen "Genom att utse Högskolan i Örebro till universitet 1999, visade statsminister Göran Persson prov på såväl mod som förutseende genom att förstå och stödja den potential och vitalitet som Örebro universitet representerar. Hans initiativ och beslut bär nu frukt i det unga universitetet för växande människor". Kritik framfördes mot motiveringens ordval i relation till historiken kring universitetets tillkomst.

## Kända forskare och lärare
Se även: Kategori:Personer verksamma vid Örebro universitet
- Amy Loutfi, professor vid AASS och programdirektör för WASP (2025-)
- Erik Amnå, professor i statskunskap, huvudsekreterare i Demokratiutredningen.
- Janerik Gidlund, f.d. rektor, statsvetare.
- Mischa Billing, lektor i måltidskunskap och värdskap, programledare i TV.
- Marie-Louise Danielsson-Tham, professor i måltidskunskap och värdskap.
- Fuat Deniz, universitetslektor i sociologi, 1967-2007.
- Lars Gustafsson, professor i litteraturvetenskap.
- Anna G. Jónasdóttír, professor emerita i genusvetenskap, fil.dr. i statsvetenskap.
- Henrik Jordahl, professor i nationalekonomi.
- Rolf Lidskog, professor i sociologi.
- Joakim Nergelius, professor i rättsvetenskap, deltog i Demokratiutredningen.
- Ann-Sofie Ohlander, professor emeritus i historia.
- Annina H. Persson, professor i civilrätt.
- Jens Schollin, f.d. rektor, pediatriker.
- Richard Tellström, lektor i måltidskunskap och värdskap.
- Claes Zettermarck, lektor i juridik.
- Josef Zila, professor emeritus i straffrätt.
- Per Österholm, professor i nationalekonomi.

## Bildgalleri

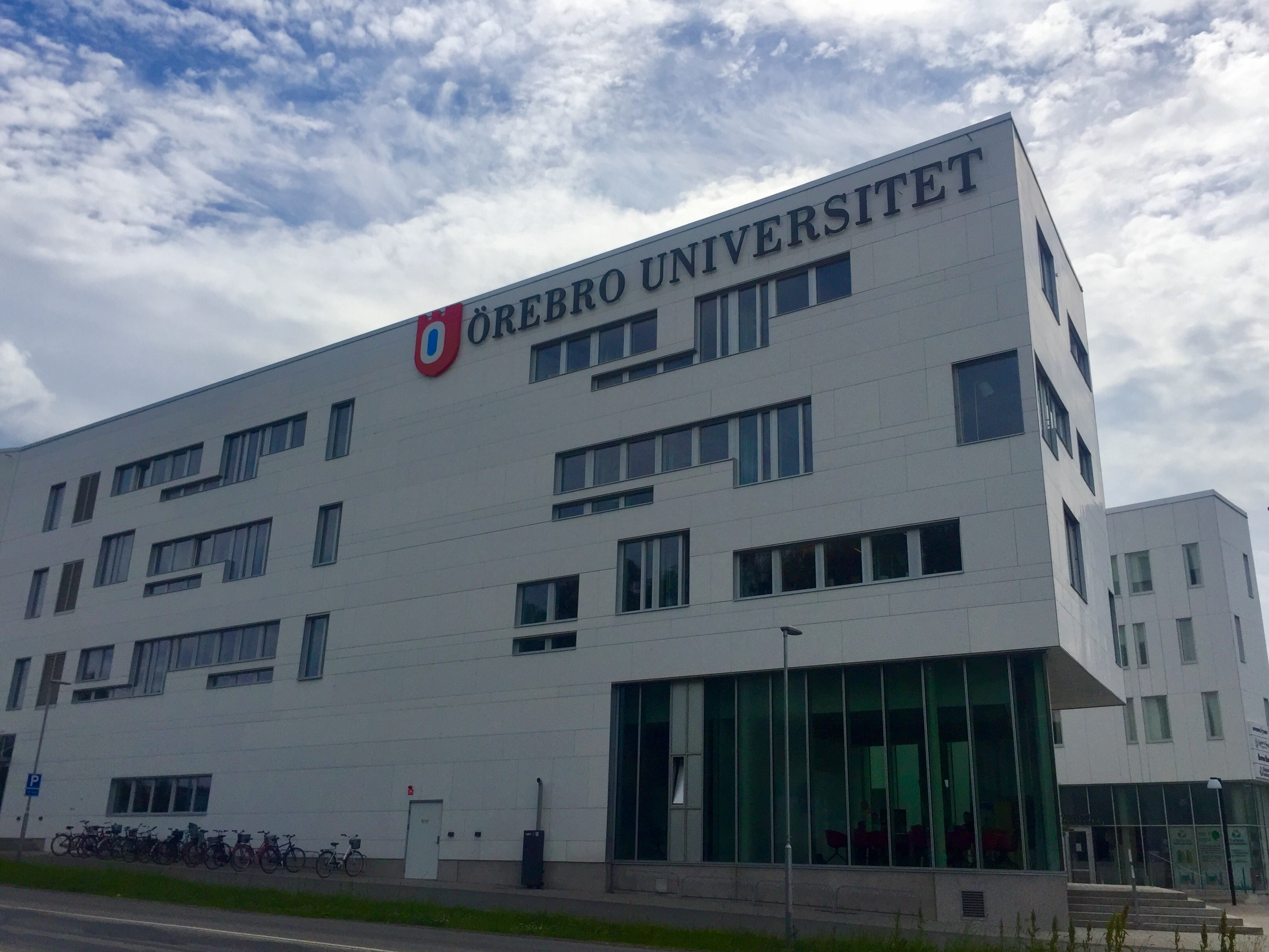
Novahuset, sett från universitetets framsida
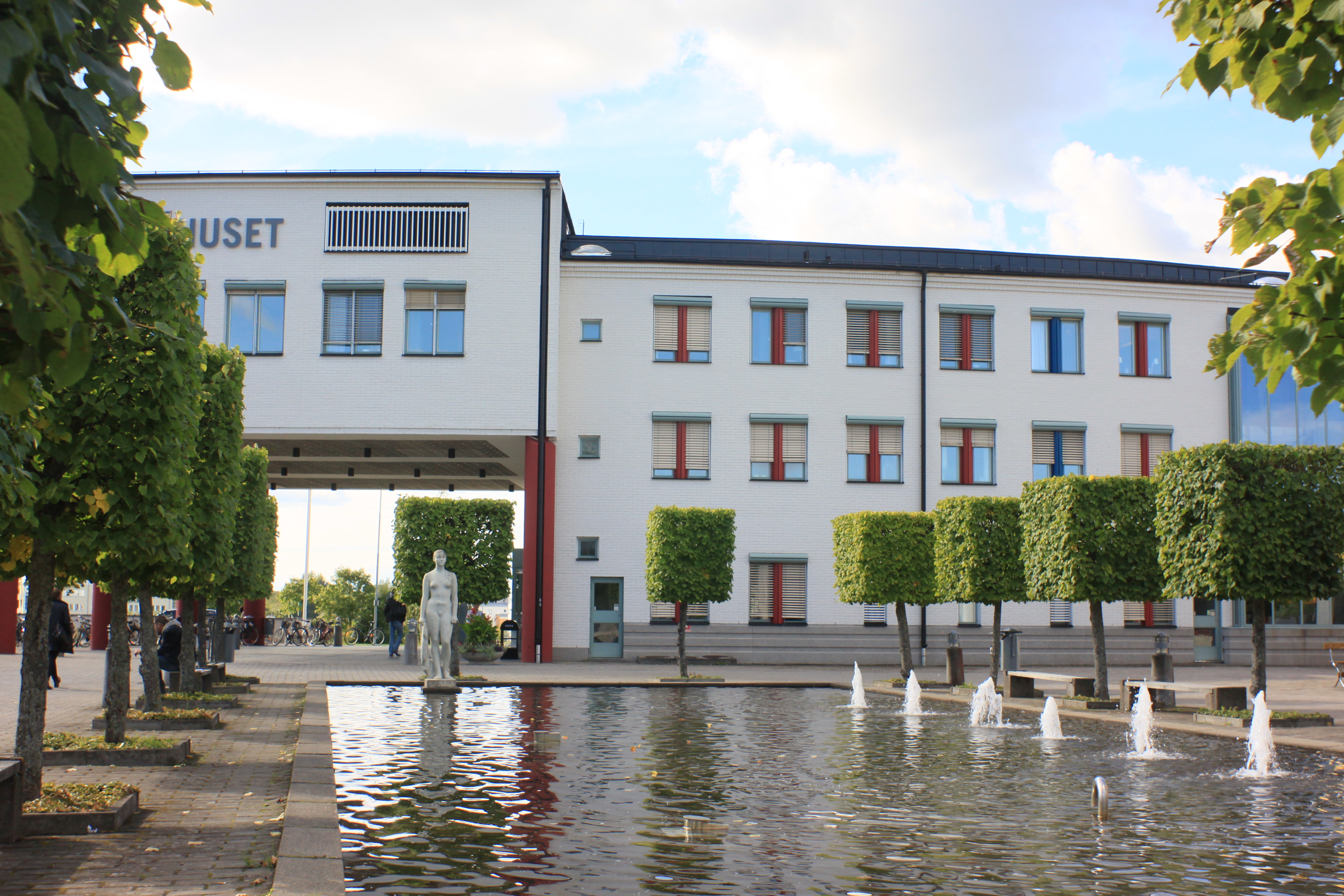
Krakadammen på Campus
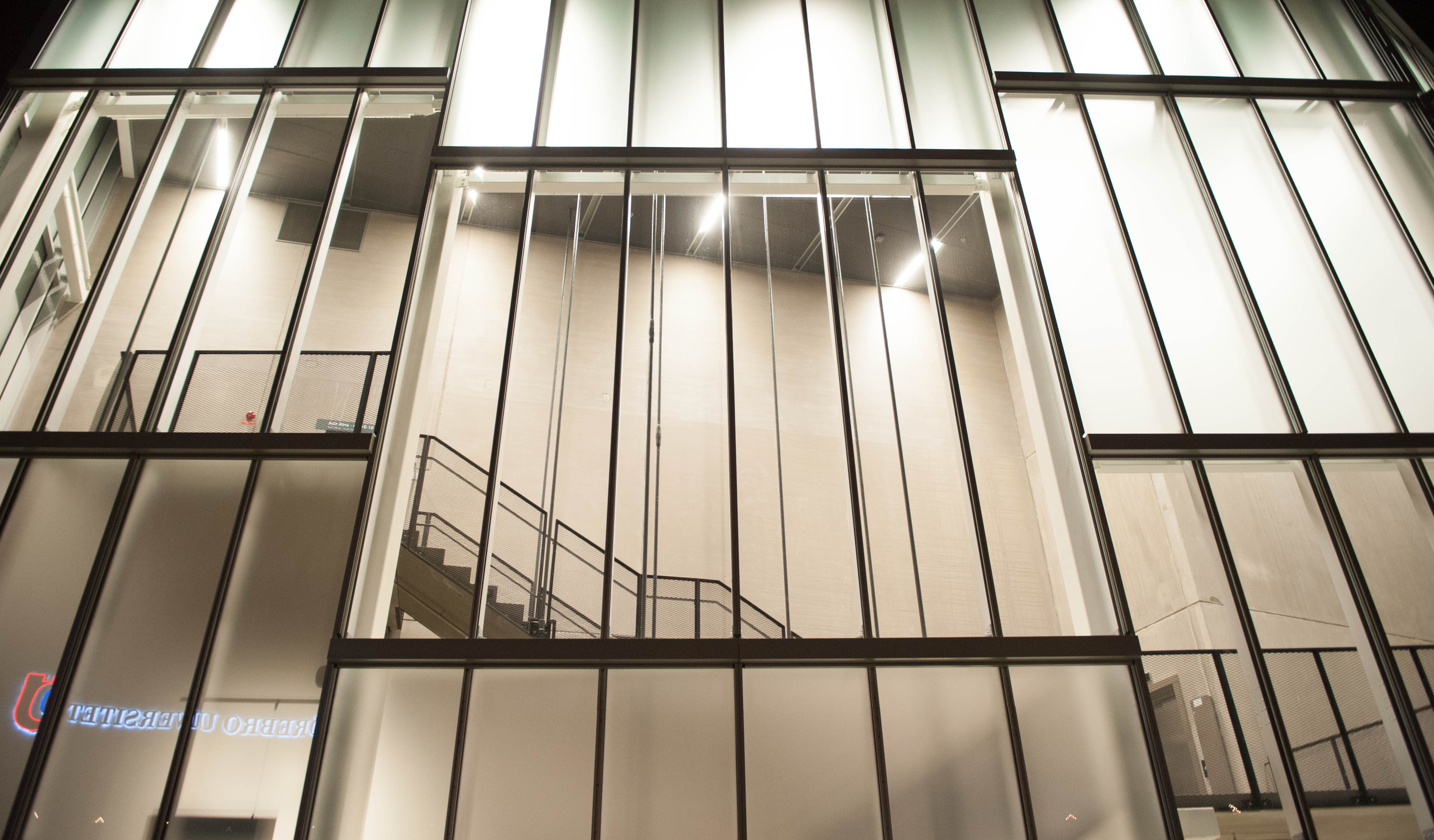
Novahuset på natten
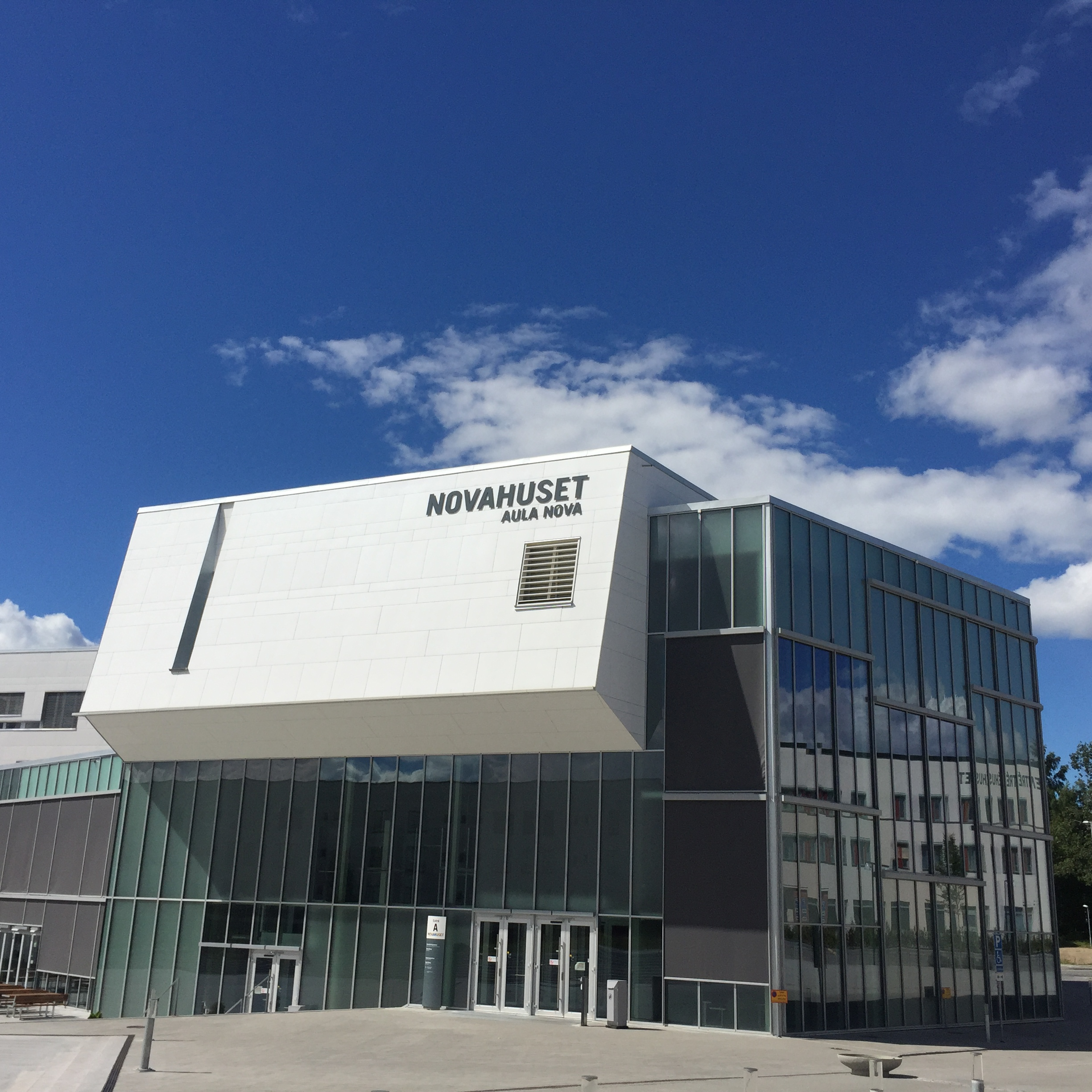
Novahusets baksida
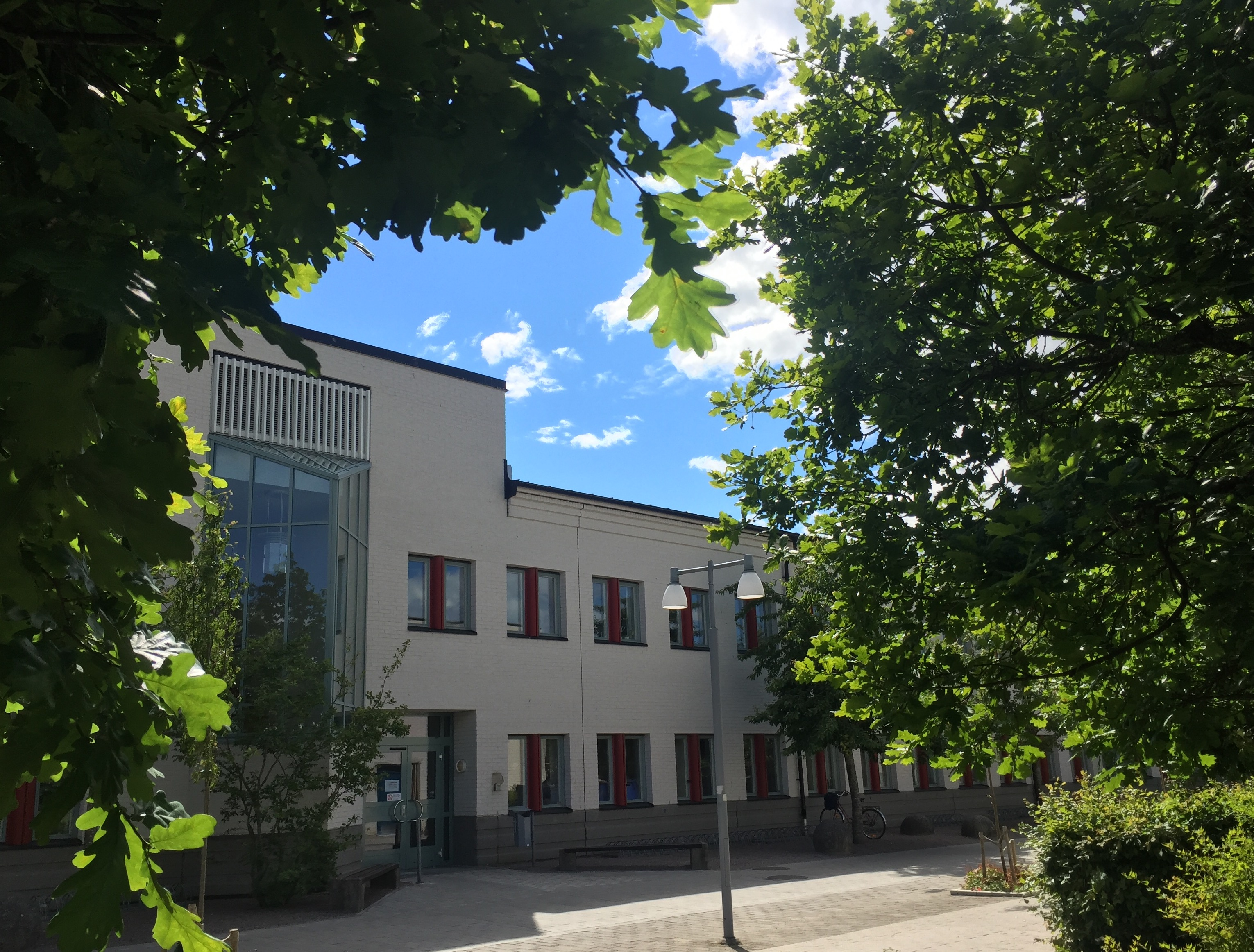
Teknikhuset
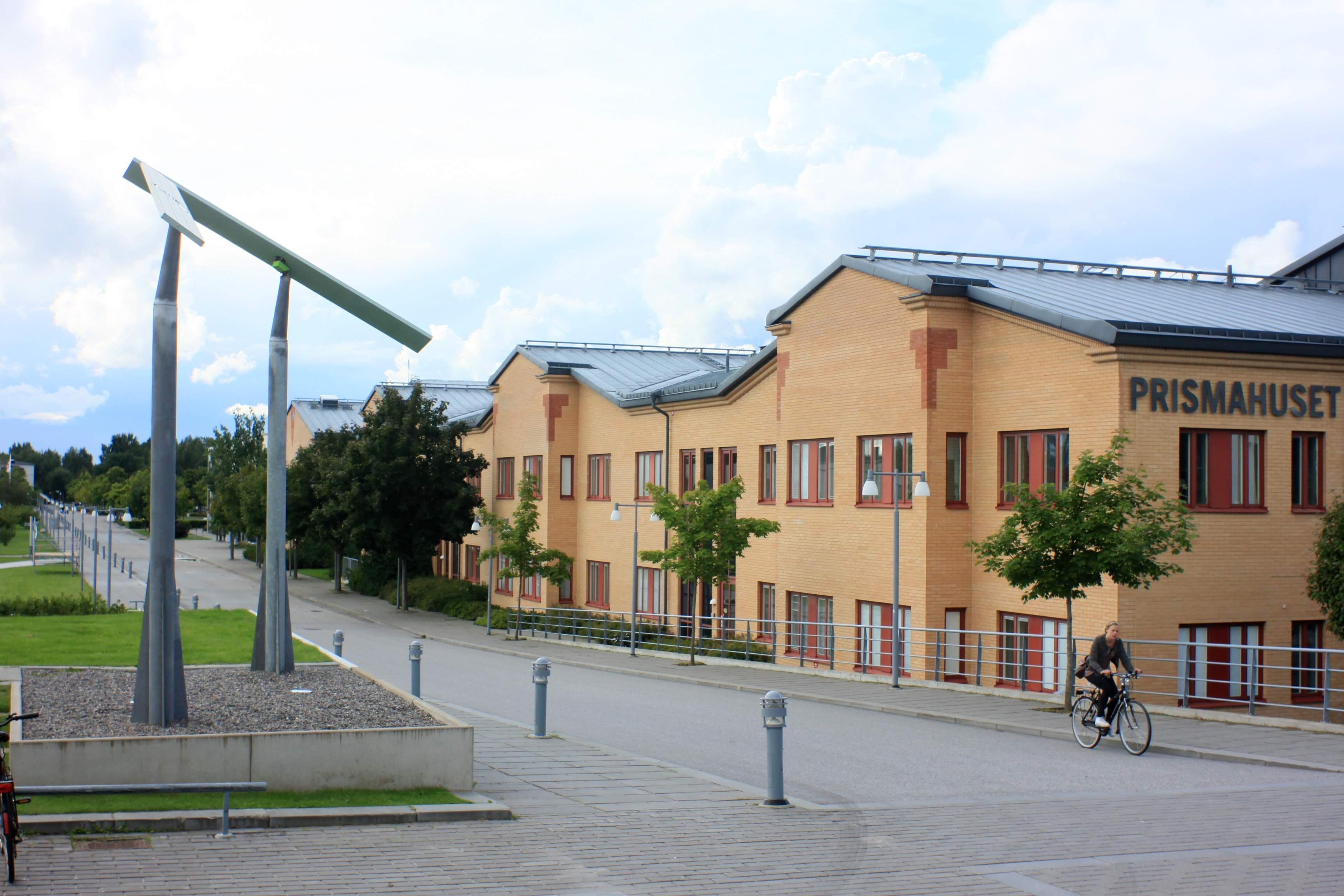
Prismahuset
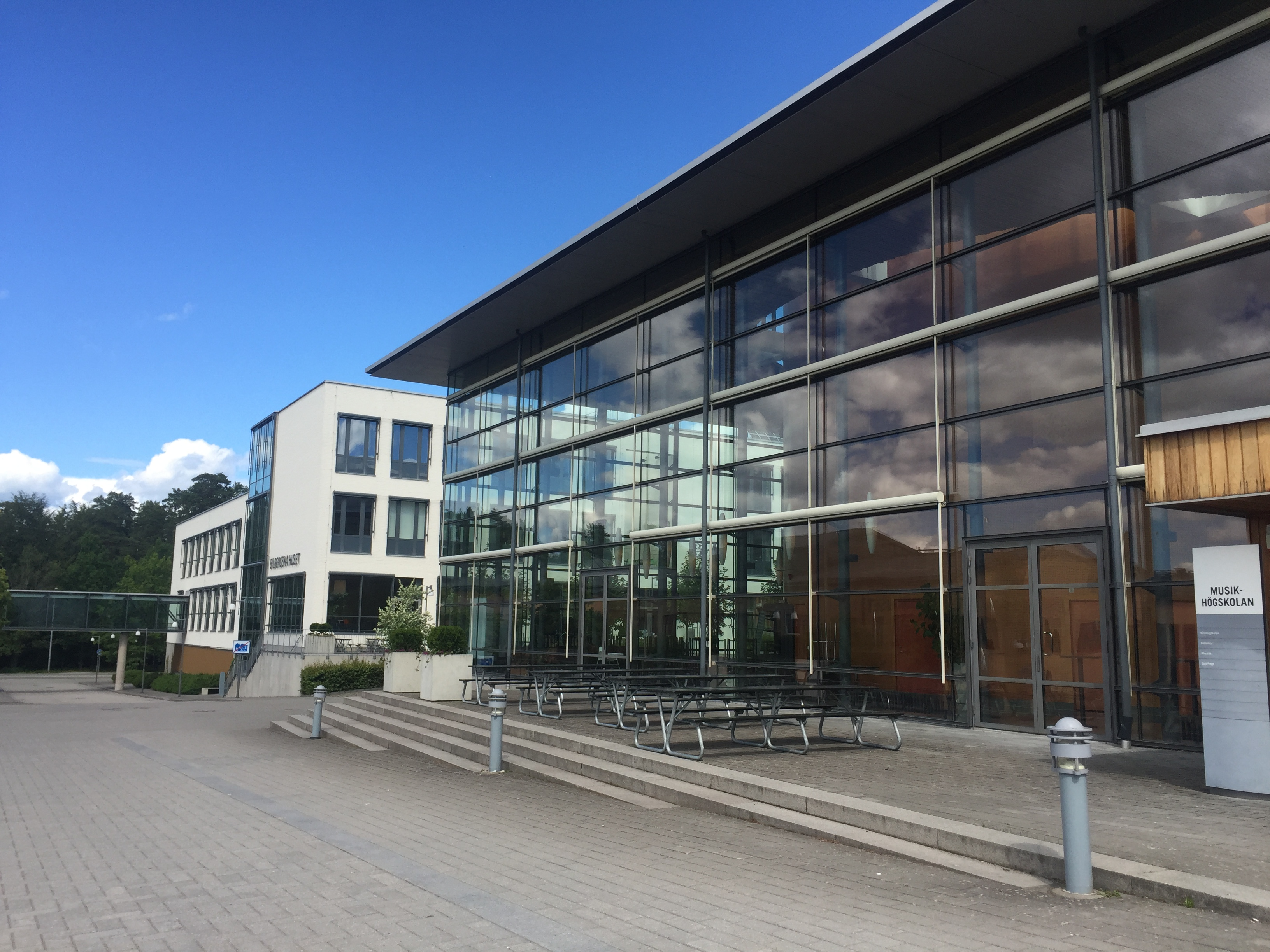
Musikhögskolan
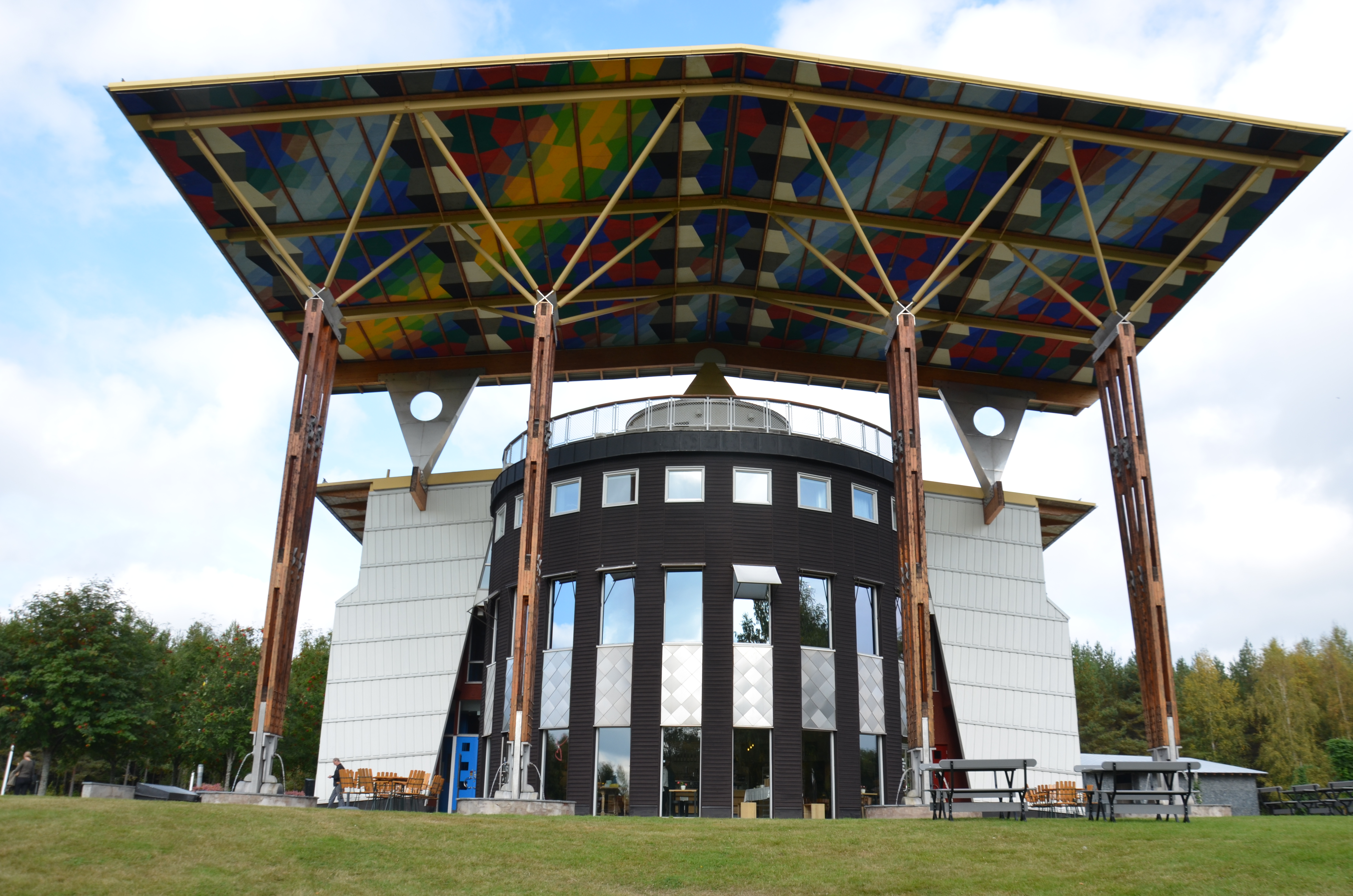
Måltidens hus på Campus Grythyttan